# Lucain
Pour les articles homonymes, voir Lucain (homonymie).
Lucain (en latin Marcus Annaeus Lucanus), né le 3 novembre 39 à Cordoue, en Hispanie ultérieure, et mort le 30 avril 65, est un poète latin dont la seule œuvre conservée, La Pharsale, est une épopée sur la guerre civile ayant opposé Jules César à Pompée entre 49 et 48 av. J.-C. Il se suicide à 25 ans, sur l'ordre de Néron.

## Biographie
Issu d’une famille équestre de lettrés : petit-fils de Sénèque le Rhéteur, fils  d'Annaeus Mella et neveu de Sénèque le Jeune (le philosophe).
Vers 40, la famille de Lucain s'installe à Rome, et il y reçoit une éducation soignée digne de l'élite romaine. Il est notamment l'élève du philosophe stoïcien Lucius Annaeus Cornutus aux côtés du poète satirique Perse.
Après des études supérieures à Athènes, il revient à Rome, à la demande, dit-on, de l'empereur Néron. Grâce au crédit de son oncle et à son talent précoce, il gagne un temps les faveurs de Néron qui lui octroie à titre honorifique la questure puis l'augurat en 59. L'empereur lui donne aussi la palme lors des jeux néroniens de l’année 60 pour avoir présenté un poème qui faisait son éloge. En 62 ou 63, il publie les trois premiers livres de son épopée le Bellum civile («La Guerre civile»), que la tradition a pérennisée sous le titre de Pharsale.
La popularité et les succès littéraires de Lucain suscitent la jalousie de Néron, qui interdit à Lucain de continuer de lire ses œuvres en public. Le jeune homme entre, en 65, dans la conjuration de Pison, pour se venger de l'empereur, aux dires de Tacite (Annales 15, 56-57) et de Suétone. Quand le complot est découvert, Lucain, comme son oncle et son père, reçoit l’ordre de s’ouvrir les veines (Tacite, Annales 15, 70). Il ne pourra donc terminer son épopée, dont les livres 4 à 10 (le 10e est incomplet ou inachevé) seront publiés après sa mort.

## Son œuvre

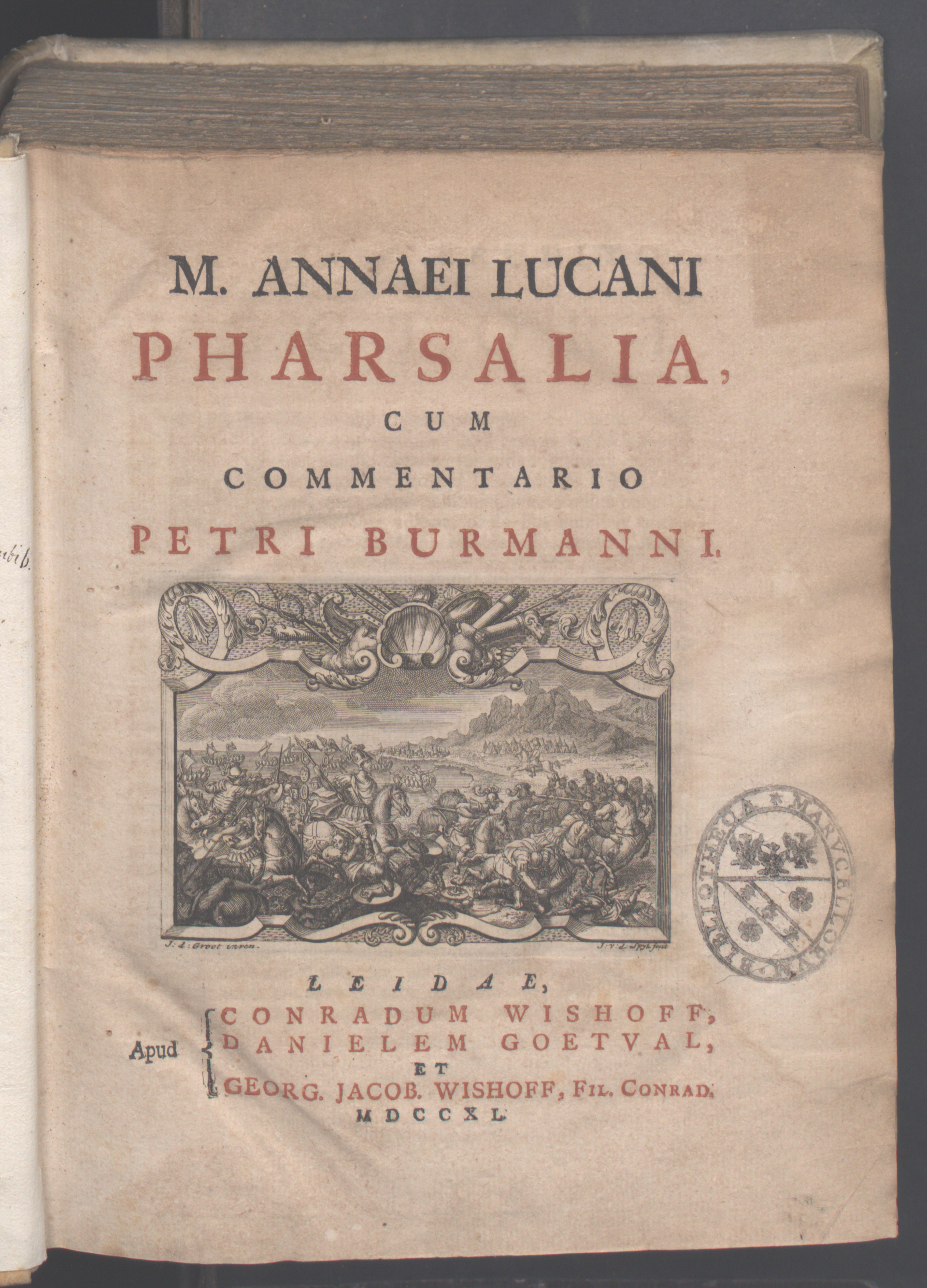
Page de titre du Pharsalia, 1740

Malgré son jeune âge, Lucain fut un auteur prolifique. Mais la plus grande partie de son œuvre — lettres, discours, poèmes — est perdue. Seuls subsistent quelques titres d'œuvre mentionnés par Vacca :
- des éloges de Néron ;
- un poème hostile contre Néron ;
- des silves en dix livres (improvisations mêlées) ;
- des saturnales (dialogues à l'occasion des fêtes romaines du même nom) ;
- des livrets de ballets : Salticae fabulae[2] ;
- un discours contre Octavius Sagitta ;
- des épigrammes ;
- une déclamation en prose sur l'incendie de Rome ;
- des lettres sur la Campanie ;
- une tragédie inachevée sur Médée : Medeia;
- un poème sur la ville d'Ilion : Iliacon ;
- un poème sur son épouse Polla ;
- un poème sur Orphée ;
- une descente aux Enfers : Καταχθώνιον, il se peut que ce soit le même poème que celui sur Orphée.

Les trois derniers sont connus par le poème que Stace (Silves, 2, 7) a écrit pour célébrer l'anniversaire de la mort de Lucain. Deux poèmes anonymes fragmentaires, les Carmina Einsidlensia, conçus pour les Neronia, vraisemblablement des déclamations anti-Néron se cachant derrière un éloge apparent, furent attribués à Lucain, mais la critique moderne considère que ce sont des hypothèses impossibles à confirmer.
Seul subsiste le Bellum civile (généralement appelé Pharsale). C'est une épopée en 10 chants, demeurée inachevée. Cette œuvre devait sans doute comporter originellement 12 chants et s'achever sur le suicide de Caton d'Utique ou l'assassinat de César, constamment fustigé par Pompée. C'est du chant IX v. 985, où figure l'expression Pharsalia nostra, dont la tradition a tiré le titre apocryphe de Pharsale, ville où César avait vaincu Pompée.

## Lire en ligne
Texte intégral de La Pharsale, traduction de Marmontel, complétée par M. H. Durand (1865-.